# Cubillo del Campo
Cubillo del Campo è un comune spagnolo di 93 abitanti situato nella comunità autonoma di Castiglia e León.